# Braulio Evaristo Carrillo Colina

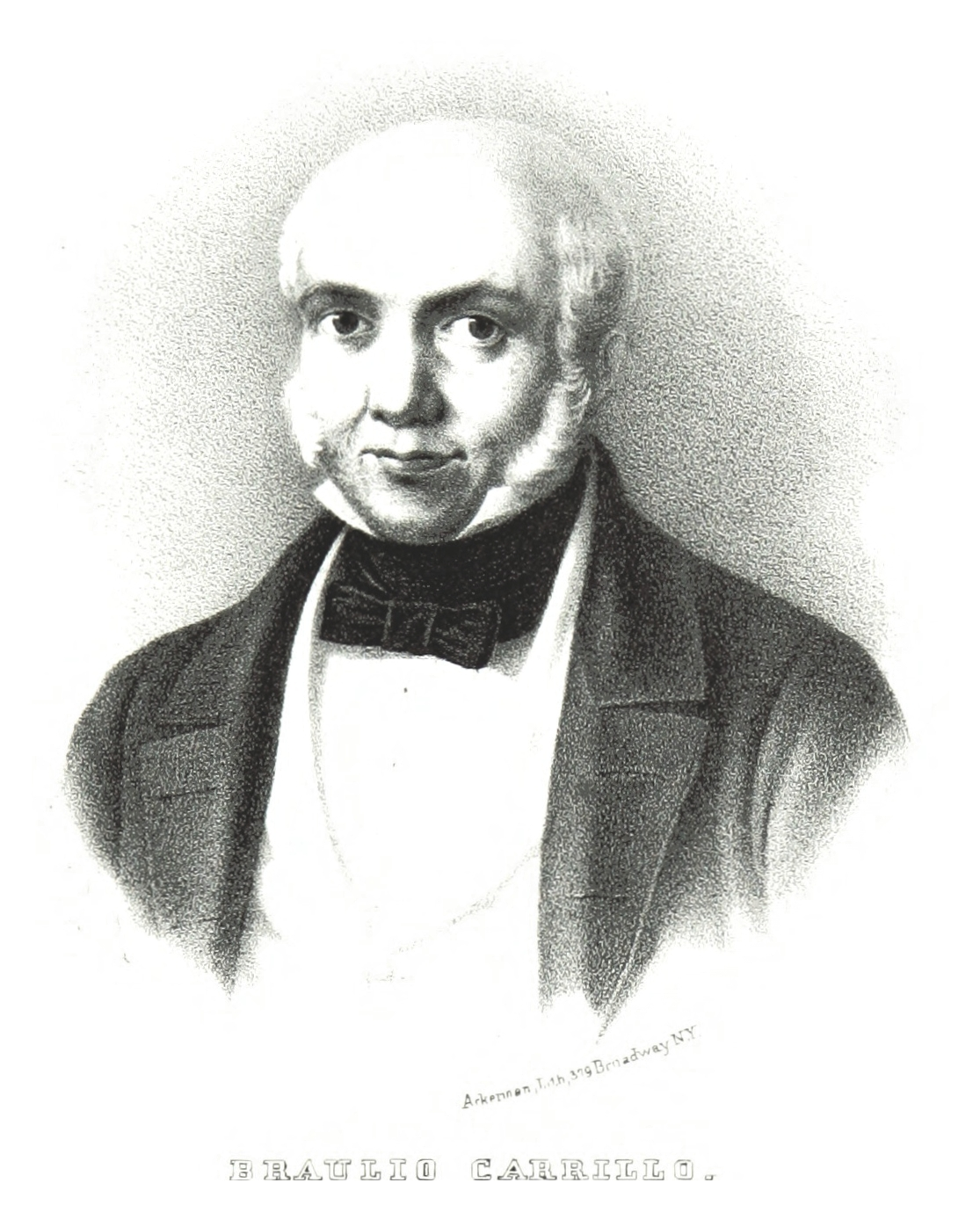
Braulio Evaristo Carillo (um 1840)

Braulio Evaristo Carrillo Colina (* 20. März 1800 in Cartago, Costa Rica; † 15. Mai 1845 in San Salvador, El Salvador) war von Mai 1835 bis Februar 1837 und von Mai 1838 und April 1842 Staatschef von Costa Rica.

## Leben

### Herkunft und frühe Laufbahn
Seine Eltern waren María de Jesús Colina Gutiérrez und Benito Carrillo Vidamartel. Carrillo studierte Rechtswissenschaft an der Universität von León (Nicaragua) und wurde Präsident und Richter des obersten Gerichtshofes.
1828 wurde er Abgeordneter des Parlaments der Provinz Costa Rica. Für kurze Zeit war er Präsident des Provinzialparlamentes. Ab 1834 war er Abgeordneter des Parlaments der Zentralamerikanischen Konföderation in San Salvador.

### Jefe de Estado

#### Erste Präsidentschaft
Staatspräsident Rafael Luis José de Gallegos y Alvarado, der im März 1833 gewählt worden war, reichte im Juni 1834 sein Rücktrittsgesuch ein. Von Juni 1834 bis 4. März 1835 war Agustín Gutiérrez Lizaurzábal für Gallegos stellvertretend, geschäftsführender Jefe de Estado. Das Parlament nahm am 4. März 1835 seinen Rücktritt an und widerrief am 6. März seine Wahl zum Präsidenten. Mit der Annahme des Rücktrittes war vom 4. bis 18. März 1835 Juan José de Lara y Arias aus Salamanca (* 1780) Jefe de Estado. Vom 18. März bis 5. Mai 1835 war Manuel José Fernández Chacón geschäftsführender Jefe de Estado. Als das Parlament am 6. März 1835 die Wahl von Gallegos widerrief war damit seine Stellvertretung ebenfalls annulliert. Am 5. Mai 1835 wurde Braulio Evaristo Carrillo Colina Jefe de Estado für den Rest der Amtsperiode, die bis 1837 lief.
Im September und Oktober 1835 fand der Guerra de la Liga statt.
1836 verringerte er die Feiertage. 1836 sah sich die Regierung Braulio Carrillo Colina von costaricensischen Migranten aus Nicaragua angegriffen. Seine Regierung förderte den Anbau von Kaffee.
Bei den Wahlen zum Jefe de Estado 1837 war Braulio Carrillo Colina Kandidat, gewählt wurde Manuel Aguilar Chacón.

#### Zweite Präsidentschaft
Braulio Carrillo Colina stürzte Manuel Aguilar Chacón im Mai 1838 durch einen Staatsstreich. Nachdem er die bestehende Verfassung gebrochen hatte, rief er zu einer verfassungsgebenden Versammlung auf.
Diese verfassungsgebende Versammlung erklärte im November 1838 die Trennung von Costa Rica von der Zentralamerikanischen Konföderation.
Die verfassungsgebende Versammlung unterbrach ihre Sitzungen im Dezember 1838, damit eine Kommission eine neue Verfassung ausarbeiten sollte. Als die neue Verfassung im April 1839 vorlag trat diese verfassungsgebende Versammlung nicht mehr zusammen.
Als 1840 José Francisco Morazán Quezada mit dem Schoner Izalco nach der Niederlage gegen José Rafael Carrera Turcios in Costa Rica Station machte, gab Carrillo einigen Liberalen, aus dem Gefolge von Morazán, Asyl. Dazu gehörten Pedro José Antonio Molina Mazariegos, dessen Sohn, Felipe, José Irungaray, dessen Sohn Manuel Irungaray, Carlos Salazar Castro, der Priester Isidro Menéndez, die Generäle Enrique Rivas und Indalecio Cordero, José Miguel Saravia, Nicolás Espinoza, die Oberste Gerardo Barrios, Máximo Cordero Mariano Prado Baca und der Capitán José María Cañas Escamilla. Später kamen Doroteo Vasconcelos Vides, der bald wieder ging und Oberstleutnant Manuel Ángel Molina Bedoya. Carrillo gab diesen Exilanten teilweise hohe Vertrauenspositionen. Menéndez beauftragte er mit der Redaktion von Verwaltungsvorschriften. Felipe Molina, Isidro Menéndez, Filadelfo Benavente und Joaquín Rivas beauftragte er damit, im Staat ein Polizeiwesen, ein Ordnungsrecht und ein Justizwesen aufzubauen. Enrique Rivas betraute er mit dem Kommando von Puntarenas, dem Oberstleutnant Molina gab er das Kommando über Guanacaste. Die Direktion der Polizei gab er Oberstleutnant Pardo. Die Kommandantur von Moín gab er an Capitán José María Cañas. Auf die Zusicherung von Oberst Vicente Villaseñor gab er aus dem Staatshaushalt 2.000 Pesos an Gerardo Barrios, damit dieser in der Hacienda von Las Alajuela eine Indigoplantage anlegen sollte mit dem Ziel diese Pflanze in Costa Rica einzuführen.
1841 dekretierte Braulio Carrillo Colina ein Ley de Garantías, mit welchem er sich seine diktatorische Rolle auf Lebenszeit als notwendig zur Entwicklung von Costa Rica bestätigte.

### Sturz und Exil
Die zahlreichen Feinde von Carrillo riefen Morazán über General Pedro Bermúdez von Peru.
Morazán schiffte sich im März 1842 in Valparaíso an Bord der Coquimbo ein und segelte mit der Brigg El Cruzado über Chiriquí, Panama.
Am 7. April 1842 erreichte Morazán die Bucht von Caldera 30 Kilometer südlich von Puntarenas mit den Schiffen Cruzador, Asución, Granadia, Isabel II, Josefa und Cosmopolita.
Sie kamen von der Insel von der Isla Martín Péres im Golf von Fonseca. Morazán wurde von 400 Soldaten und den Generälen Isidoro Saget, José de la Trinidad Francisco Cabañas Fiallos, José Miguel Saravia, Máximo Cordero, Nicolas Espinosa, Francisco Ignacio Rascón (Rascou), Joaquín Rivera Bragas, Oberst Blas Brusual, Oberst Alejandro Escalante begleitet Leutnant Ceferino Escalante.
Als Carrillo von der Invasion erfuhr gab er die Präsidentschaft an Manuel Antonio Bonilla Nava seinen Stellvertreter ab und ließ ihr Oberst Vicente Villaseñor mit nahezu 1.000 Mann entgegentreten. Villaseñor und Morazán einigten sich am 11. April 1842 in Jocote Guanacaste.
Carrillo ging ins Exil nach El Salvador. Im Mai 1845 wurde er in San Vicente ermordet.

## Gedenken
Der Parque Nacional Braulio Carrillo liegt zwischen den Provinzen Limón und San José
Am 28. März 1987 wurde die Autopista Braulio Carrillo, welche San José mit Limón verbindet, eröffnet.